# Martín Fierro

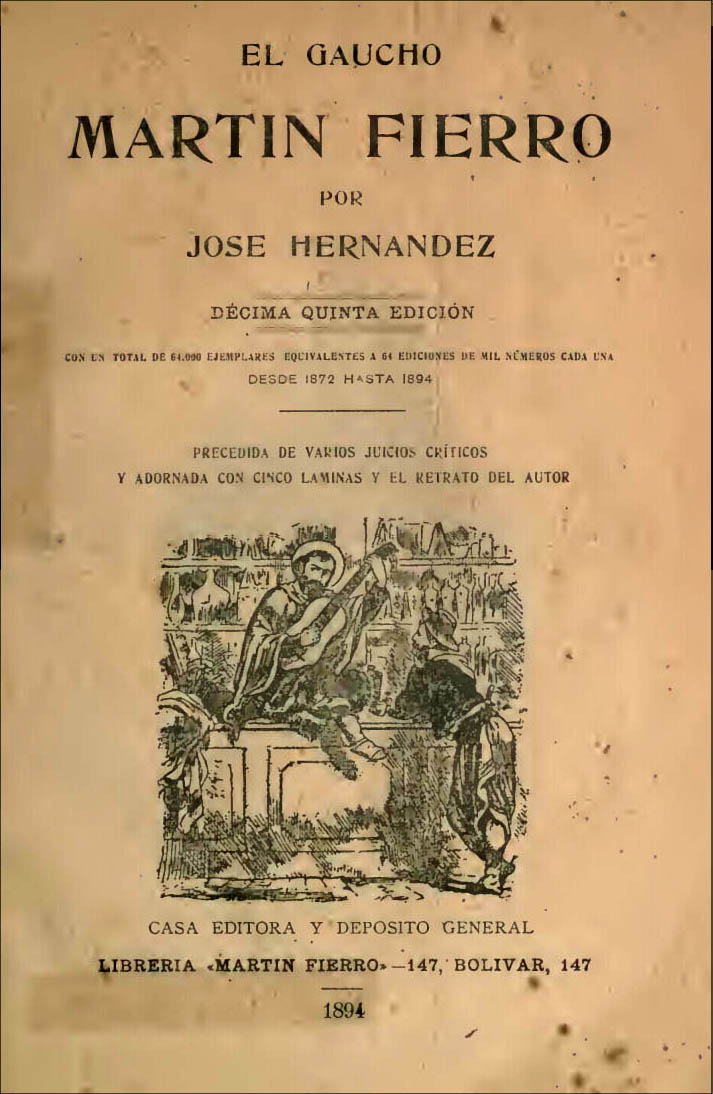
Alte Ausgabe des Martin Fierro, 1894.

Martín Fierro ist ein episches Gedicht des argentinischen Journalisten José Hernández. Das Gedicht war ursprünglich in zwei Teilen – El Gaucho Martín Fierro (1872) und La Vuelta de Martín Fierro (1879) – herausgegeben worden. Es ist gegen die Europäisierung und das Buch Barbarei und Zivilisation des späteren argentinischen Präsidenten Domingo Faustino Sarmiento gerichtet und gilt als argentinisches Nationalepos. Später erschienen Fassungen verschiedener Autoren, beispielsweise von Silverio Manco, Santiago Rolleri und Eladio Jasme Ignesón. Zahlreiche Ausgaben befinden sich im Bestand des Ibero-Amerikanischen Instituts in Berlin sowie der Deutschen Nationalbibliothek.

## Handlung nach Hernández

### Teil 1:El gaucho Martin Fierro
Martin Fierro rühmt sich seines Mutes, dann beginnt er, seine Lebensgeschichte zu erzählen. Einst war er verheiratet, hatte Kinder und besaß eine Ranch, Hühner, Rinder und Pferde. Wilde Pferde ritt er zu. Er war mit seinem Leben zufrieden. In einer Taverne wird Fierro in alkoholisiertem Zustand zum Militärdienst verpflichtet. Er leidet unter dem harten Drill. Seine Truppe wird im Kampf gegen aufständische Indianer eingesetzt. Fierro beschreibt die Indianer als wilde Bestien, die auch Kinder und Greise gnadenlos töten. Als sein  Trupp von einer Überzahl Indianer angegriffen wird, tötet er den Sohn des Häuptlings. Er selbst kann entkommen. Wegen mangelnder Soldzahlungen kommt es zu Konflikten mit den Offizieren. Nachdem ein betrunkener Wachposten auf Fierro geschossen hat, wird dieser, obwohl unschuldig, bestraft. Unmittelbar vor dem Beginn einer Offensive gegen die Indianer desertiert Fierro und kehrt heim. Drei Jahre sind seit seiner Rekrutierung vergangen. Er findet seine Ranch verfallen vor und erfährt, dass nach dem Tod seiner Frau gierige Nachbarn das Land und die Tiere an sich gebracht haben. Wo sich seine Söhne aufhalten, erfährt er nicht. Auf einem Volksfest provoziert und beleidigt Fierro in alkoholisiertem Zustand eine schwarze Frau. Als ihr schwarzer Partner eingreift, kommt es zum Zweikampf, in dessen Verlauf Fierro seinen Gegner tötet. Er reitet davon. In einer Taverne wird er von einem Betrunkenen herausgefordert, den er im Zweikampf tötet. Wiederum kann er entkommen. Ziellos irrt er durchs Land. Schließlich wird Fierro von der Polizei gestellt. Im Kampf werden mehrere Polizisten getötet. Als Fierro schwer verletzt wird, greift ein Unbekannter namens Cruz ein und rettet Fierro. Nach dem Kampf erzählt Cruz seine Geschichte. Seine Frau hat ihn mit seinem Kommandanten betrogen. Als er dahinterkam, hat er nach einer körperlichen Auseinandersetzung mit dem Liebhaber seiner Frau sein Heim verlassen. In einem Tanzlokal hat sich Cruz von einem Sänger verspottet gefühlt, ihn getötet und ist seitdem auf der Flucht. Fierro und Cruz setzen ihren Weg gemeinsam fort.

### Teil 2:La vuelta de Martin Fierro
Cruz und Fierro treffen auf ein Indianerlager und werden gefangen genommen. Wieder beschreibt Fierro die Bestialität der Indianer. Im Indianerlager bricht eine Pockenepidemie aus, die viele Opfer kostet. Auch Cruz erkrankt und stirbt qualvoll in Fierros Armen. Fierro lernt eine Frau kennen, die zusammen mit ihrem kleinen Sohn als Gefangene bei den Indianern lebt und Sklavenarbeit verrichten muss. Ihr Mann wurde von den Indianern getötet. Die Frau wird der Hexerei beschuldigt. Ein Indianer peitscht sie aus und tötet ihren Sohn. Dann fesselt er sie mit den Därmen ihres Kindes. Fierro kommt hinzu und kämpft mit dem Indianer. Im Verlauf des Kampfes rutscht der Indianer auf der aufgeschlitzten Säuglingsleiche aus, und Fierro tötet ihn. Fierro flieht mit der Frau. Fünf Jahre Gefangenschaft bei den Indianern liegen hinter ihm. Fierro findet seine Söhne wieder. Die Söhne berichten von ihrem Schicksal. Der älteste Sohn hat als Waise eine schwere Kindheit. Er verdingt sich als Knecht. Als ein Ochsentreiber tot aufgefunden wird, beschuldigt man ihn und zwei andere Tagelöhner der Tat. Obwohl unschuldig, werden sie eingesperrt. Im Gefängnis leidet der älteste Sohn an Langeweile und Einsamkeit. Der zweite Sohn wird von einer Tante aufgenommen, die ihn umsorgt. Er lebt sorglos in den Tag hinein. Als die Tante stirbt, verliert der zweite Sohn das Vermögen an den Richter. Der Richter ernennt Vizcacha, einen alten Gauner, zum Vormund des zweiten Sohnes. Vizcacha und der zweite Sohn töten nachts fremde Tiere und stehlen deren Fleisch und Fell. Bei einem nächtlichen Diebeszug wird Vizcacha von einem Viehbesitzer gestellt und zusammengeschlagen. Von einem Freund erfährt der zweite Sohn, dass Vizcacha in jungen Jahren verheiratet war und seine Frau totgeschlagen hat. Vizcacha erleidet einen Schlaganfall und stirbt bald darauf. Der zweite Sohn verliebt sich in eine Witwe und wirbt um sie, doch die Witwe weist seine Avancen zurück. Der zweite Sohn versucht, durch Voodoo die Liebe der Witwe zu gewinnen. Der Pfarrer eröffnet dem zweiten Sohn, dass die Witwe geschworen hat, nicht wieder zu heiraten. Der zweite Sohn gibt daraufhin seine Werbung auf. Martín Fierro findet seine Söhne. In einer Taverne rekapitulieren sie ihr Schicksal.

## Die Bedeutung des Martín Fierro
Der Martín Fierro ist die Dichtung Lateinamerikas, die am kontroversesten diskutiert wurde. Für manche Kritiker repräsentiert sie ein Plädoyer gegen die Oligarchie der Großgrundbesitzer, die den Gaucho für den Kampf gegen die wilde indigene Bevölkerung instrumentalisierte, für andere ist sie der klagende Zeigefinger gegen die Kleinbürger, verkörpert im gierigen Pulpero, dem ländlichen Kleinhändler, oder dem örtlichen Kommandanten, der den Reichtum des Landes eigennützig verprasst. Andere Interpretationen sehen das Werk als Aufzählung der Widrigkeiten, die den Niedergang der Gauchos einleiteten, als Epos der Demokratie, als Anklage gegen den Fortschritt und die Verteidigung der Tradition des Müßigganges oder als Befreiung des Individuums von der Übermacht der organisierten Gesellschaft.
Der Martín Fierro hat klar die Rehabilitation des Gauchos zum Ziel. Er reicht jedoch in seinen Tiefendimensionen viel weiter. Er „besingt“ auf eine abgeklärte wie noble Weise jene Gerechtigkeit, jene Freiheit und jenen Frieden, welche in vielen Reden versprochen, aber in der Wirklichkeit nie eingelöst werden. Die Handlung und die Episoden stellen das feste Gerüst dieses Werkes dar. Die künstlerische Botschaft, die wie eine Leuchtschrift auf dem obersten Stockwerk eines Gebäudes aufsitzt, ist ein „silberhell klingender Gesang für die Gerechtigkeit und Solidarität“.  Nicht billige Vergeltung, wie es Hernández in der Kneipen-Episode beschreibt, oder billiger, engherziger Egoismus, den der Autor in der Figur des Vizcacha personifiziert, nicht das karge, sorgenbehaftete Leben der indigenen Bevölkerung oder die militärische Routine im Grenzfort stellen die Kernbotschaft dieser Dichtung dar. Diese Kernbotschaft steht erst am Ende des Werkes: Hier gibt der alt gewordene Martín Fierro seine gewonnene und hart erkämpfte Lebensweisheit, die auf eine friedvolle und sozial gerechte Welt zielt,  an seine Söhne weiter.  Die Gültigkeit dieses Plädoyers wird bestehen, solange der Mann auf dem Lande, der kleine Mann in der Stadt oder der Arbeiter nach dem ihm zustehenden sozialen Verständnis sucht. „Martín Fierro verlangt nichts Außergewöhnliches: Verantwortliches Handeln der Befehlenden und gerechte Behandlung der Regierten. Gerechtigkeit als Zeichen für den Gemeinsinn im Zusammenleben der Menschen. Ohne Gerechtigkeit ist Geschichte nicht möglich, denn Geschichte bedeutet Bekenntnis zu Menschen und verbindet sie [...]“
Der Weg des Gauchos, ja eigentlich der Weg eines jeden Menschen, kann nicht zurückführen in eine individualistisch vereinzelnde Existenz. Sein Weg kann und darf auch nicht in einem viele Existenzen beherrschenden und sozial entwürdigenden Staatswesen enden. Beides sind Irrwege, die unendlich viel Unheil und menschliches Leid hervorbringen. Nur ein Gemeinwesen, das auch dem Kleinsten und Geringsten seine Würde und persönlichen Entfaltungsmöglichkeiten belässt, garantiert und verschafft, kann dieses unnötige Leid vermeiden und ist von allen anzustreben. Hiermit haben José Hernández und sein Martín Fierro den jungen, in Entstehung begriffenen Staatsgebilden der La-Plata-Region ihre tiefere Sinnhaftigkeit verliehen und ihre immerwährende Aufgabe gestellt.

## Ausgaben
- Jorge Luis Borges: El „Martín Fierro“. ISBN 84-206-1933-7
- Roberto German: El gaucho Martín Fierro
- José Hernández: El gaucho Martín Fierro
- José Hernández: Martín Fierro : consejo a sus hijos
- José Hernández: Martín Fierro : (ida y vuelta)
- José Hernández: La vuelta de Martín Fierro
- Eladio Jasme Ignesón: Martín Fierro
- Silverio Manco: Martín Fierro
- Severo Manso: La mujer de Martín Fierro. [Buenos Aires]: Sabourin e hijo, 1916.
- Santiago Rolleri: El hijo de Martín Fierro
- Santiago Rolleri: Historia completa del gaucho Martín Fierro y de su amigo Cruz
- Santiago Rolleri: Nuevo gaucho Martín Fierro

### Deutschsprachige Übersetzungen
(Eine Übersetzung von Max Tepp wurde nie veröffentlicht.)
- José Hernández: Der Gaucho Martín Fierro (Erster und Zweiter Teil), Spanisch und Deutsch, Aus dem argentinischen Spanisch übertragen von Pedro Pluhar, 2. verbesserte Auflage, Köln 1999, ISBN 3-00-004428-0
- José Hernández: Der Gaucho Martín Fierro, übersetzt von Alfredo Bauer, Stuttgart 1995 (Hans-Dieter Heinz Akademischer Verlag), ISBN 3-88099-315-7
- José Hernández: Der Gaucho Martín Fierro. Übersetzung Adolf Borstendoerfer. Buenos Aires: Editorial Cosmopolita, 1945